# Verlhac-Tescou
 Verlhac-Tescou  es una población y comuna francesa, en la región de Mediodía-Pirineos, departamento de Tarn y Garona, en el distrito de Montauban y cantón de Villebrumier.

## Demografía
| 421 | 435 | 406 | 409 | 411 | 421 |
| Para los censos de 1962 a 1999 la población legal corresponde a la población sin duplicidades (Fuente: INSEE [Consultar]) |     |     |     |     |     |